# Colegiata de San Martín de Elines
La iglesia conocida como colegiata de San Martín de Elines, situada en la población de San Martín de Elines (Cantabria), es la más destacada de Valderredible por su tamaño, monumentalidad y belleza. Durante la Edad Media constituyó el monasterio principal del valle. Actualmente está considerada como bien de interés cultural, y fue declarada monumento histórico-artístico perteneciente al Tesoro Artístico Nacional mediante decreto de 3 de junio de 1931.

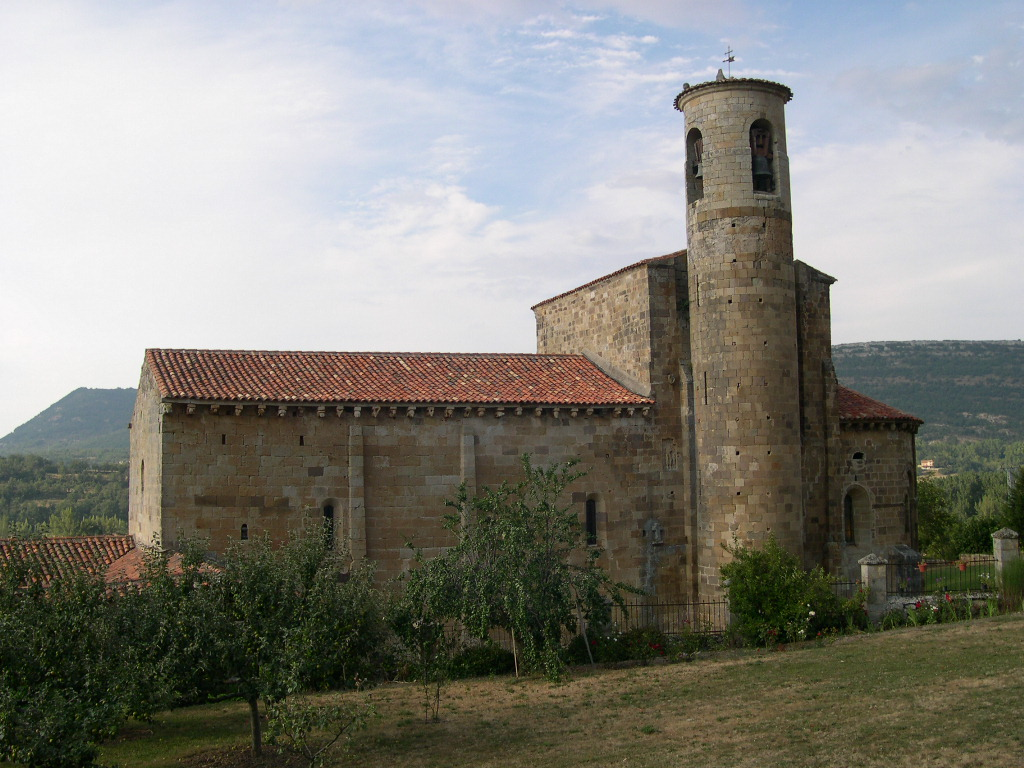
Vista general lateral.

Sin embargo, poco se ha conservado de su documentación, aunque en él se escribió el libro "Miseria de Ome" uno de los pocos conservados de la Cuaderna Vía. Ya en el siglo X debió de tener importancia, puesto que en el actual cementerio hay unos arcos mozárabes y unas ventanas en el muro septentrional del claustro de esta época. Esta fábrica mozárabe parece se arruinó definitivamente en 1102 y debió de ser en esta fecha cuando se comenzó la iglesia románica actual, una de las primeras de Cantabria, aunque el claustro parece ser muy posterior, del siglo XVI.
En este claustro hay una importante colección de sarcófagos, algunos bellamente decorados. Hay uno muy llamativo por la riqueza de sus relieves, ya góticos, del siglo XIII. En el lomo de su tapa aparece una larga espada e inscripción del año 1231. Aparece la concha del peregrino a Santiago, lo que hace pensar que pudiera tratarse de algún infante o noble que de camino a Compostela pasó por el monasterio, donde encontró la muerte.
Al exterior es destacable el ábside y, en general, la secuencia de canecillos de las cornisas.
Hay en el muro derecho de este ábside el único resto de pintura románica de Cantabria con la representación de dos apóstoles.